# 喬伊·波拉瑞
喬伊·波拉瑞（Joey Pollari，1994年4月9日—）是美國的一位演員。他最著名的角色是在迪士尼XD頻道原創電影Skyrunners中主演Tyler角色。他也在ABC電視劇《美式懸罪》中飾演Eric Tanner角色。